# Raimundo Berengário IV de Barcelona

Brasão de Raimundo Berengário IV

Raimundo Berengário IV (em catalão: Ramon Berenguer IV; Barcelona, c. 1114 — San Dalmazio de Turim, 6 de Agosto de 1162) foi conde de Barcelona, da Cerdanha, de Besalú, de Girona e de Osona, Conde de Ribagorça (1137 - 1162), e Príncipe (soberano) de Aragão. O seu casamento com Petronila de Aragão efetivou a união dinástica entre o Reino de Aragão e o Condado de Barcelona.

## Biografia

Territórios peninsulares de Raimundo Berengário IV (original em castelhano)

Era o filho mais velho do conde Raimundo Berengário III e de Dulce I da Provença. Herdou o Condado de Barcelona à morte do pai, em 1131, enquanto o irmão herdou o Condado de Provença. 
Durante os seus primeiros anos de governo promove a estabilidade territorial do Condado, que era ameaçada pelos avanços do Reino de Aragão em Lérida e em Tortosa, os quais foram interrompidos pela morte do rei Afonso I, em 1134.
Após estabelecer seu noivado com a herdeira de Aragão, Raimundo negociou acordos com as ordens militares da Terra Santa às quais Afonso I legara seu reino. A 27 de novembro de 1143, com o apoio do Papa, foi a vez dos Templários, os quais receberam em compensação cinco castelos aragoneses, um décimo da receita real mais cem soldos ao ano daqueles de Saragoça, um quinto de todas as terras conquistadas dos mouros e isenção de pedágios.
Raimundo foi bem sucedido ao retirar Aragão de sua submissão a Castela com sucesso, indubitavelmente, auxiliado por sua irmã Berengária de Barcelona, casada com Afonso VII de Castela. Depois, voltou sua atenção para campanhas contra os mouros. Em 1147, ajudou Castela a conquistar Almeria. No ano seguinte, voltou-se contra as terras das taifas almorávidas de Valência e de Múrcia, capturando Tortosa e, em 1149, Fraga, Lleida e Mequinenza na confluência dos rios Segre, Cinca e Ebro. A conquista da atual Catalunha estava completa.
Também agiu na Provença, ajudando seu irmão Berengário Raimundo da Provença e seu sobrinho, Raimundo Berengário II da Provença, contra os condes de Toulouse. Ele também atuou como regente durante a minoridade de seu sobrinho, entre 1144 e 1157.
Em 1151, assinou o Tratado de Tudilén com seu cunhado Afonso VII de Leão. O tratado definia as áreas de conquista em Andaluzia para prevenir qualquer conflito entre os dois. No mesmo ano, desposou Petronila, então com quinze anos de idade, rainha de Aragão desde a morte de seu pai, em 1147. Também fundou e doou o mosteiro de Poblet.
Em 1154, aceitou a regência do Viscondado de Béarn em nome do jovem Gastão V em troca da vassalagem dos nobres de Béarn, unindo assim o pequeno principado ao crescente império aragonês.
Raimundo morreu em San Dalmazi, Piemonte, Itália, deixando o Condado de Barcelona para seu filho mais velho, Raimundo, que nem tinha cinco anos de idade ainda. Dois anos depois, Raimundo se tornou rei de Aragão após a abdicação de Petronila e, em honra dos aragoneses, mudou seu nome para Afonso II. Afonso teve vários guardiões, honoríficos e reais, e parece ter tido sua maioridade reconhecida em 1173. Seus restos mortais foram sepultados no mosteiro de Santa Maria de Ripoll.

### Casamento com Petronila

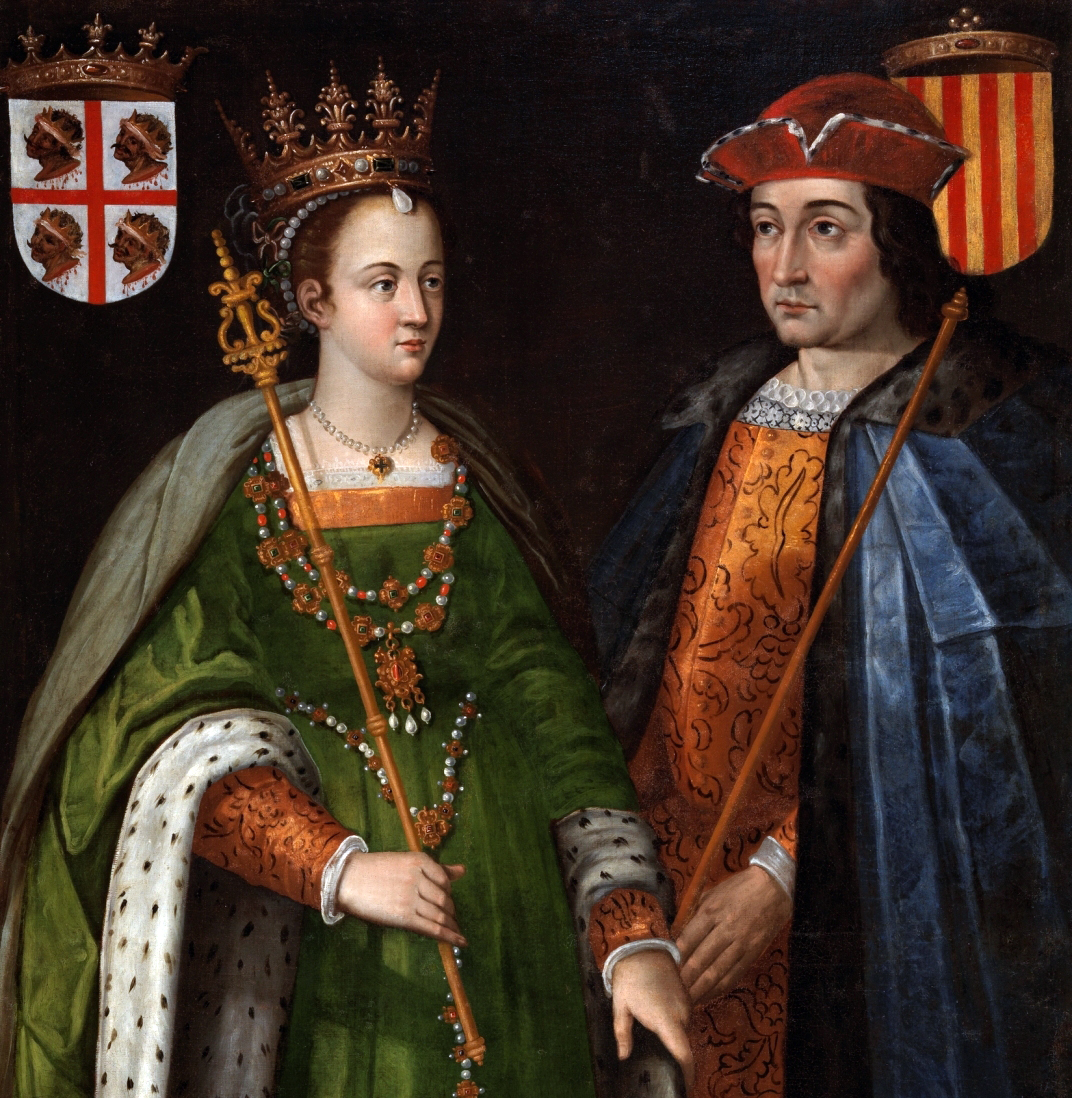
Raimundo Berengário IV com sua esposa Rainha Petronila de Aragão

Em 11 de Agosto de 1137, em Barbastro, efetuou-se o compromisso de casamento entre ele e a infanta Petronila de Aragão, então com apenas um ano de idade. Seu pai, Ramiro II, sucessor de Afonso, que procurara sua ajuda contra Afonso VII de Castela, abdicou em 13 de Novembro daquele mesmo ano, deixando seu reino para Raimundo. Este se tornou essencialmente o governante de Aragão, apesar de nunca ter recebido o título de rei, mas sim conde de Barcelona e príncipe do Reino de Aragão.
O acordo entre Raimundo e seu sogro estipulava que seus descendentes reinariam sobre ambos os domínios. Mesmo se Petronila morresse antes de que o casamento fosse consumado, Raimundo ainda herdaria o título de rei de Aragão. Tanto Barcelona quanto Aragão preservariam suas leis, suas instituições e sua autonomia, permanecendo legalmente distintos, embora federados numa união dinástica sob uma única casa reinante. Os historiadores consideram este arranjo um grande acerto político, já que ambos os domínios se fortaleceram e Aragão conseguiu sua tão carecida saída para o mar. Além do que, com a formação de uma nova entidade política no nordeste da Península Ibérica, com a separação do Reino de Portugal do Reino de Leão, e consequente independência do primeiro, o que deu mais equilíbrio aos reinos cristãos.

### Relações familiares

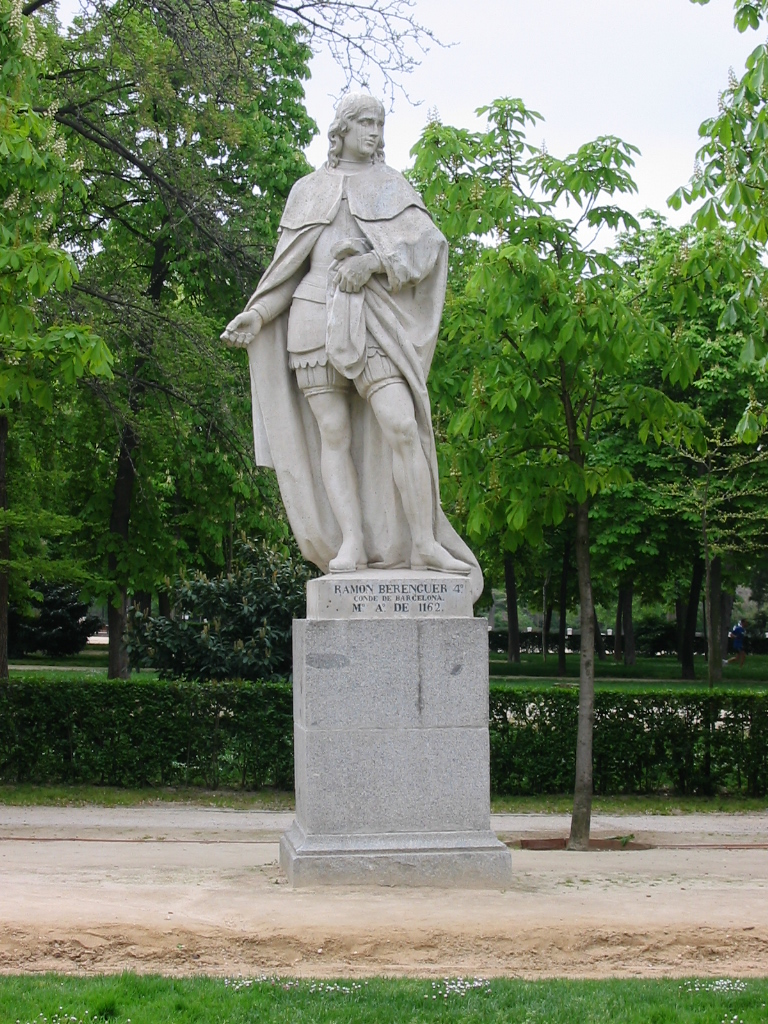
Estátua de Raimundo Berengário IV de Barcelona.

Foi filho de Raimundo Berengário III de Barcelona e de Dulce I da Provença. Foi casado com Petronilha de Aragão (29 de junho de 1136 - 17 de outubro de 1173), filha do rei Ramiro II de Aragão (1076 - 1157) e de Inês da Aquitania (1115 - 8 de março de 1159), de quem teve:
1. Pedro de Aragão (Barcelona, 4 de Maio de 1152 - Huesca, c. 1152), que morreu jovem;
2. Raimundo Berengário (Villamayor del Valle, Huesca, entre 1 e 25 de Março de 1157 - Perpignan, 25 de Abril de 1196), que lhe sucedeu como conde de Barcelona e à mãe como rei de Aragão, como Afonso II; casou com Sancha de Castela (21 de setembro de 1156 - 9 de novembro de 1208).
3. Pedro (c. 1158 - Montpellier, 5 de Abril de 1181), que sucedeu ao primo como Raimundo Berengário III da Provença;
4. Dulce de Aragão (c. 1160 - Coimbra, 1 de Setembro de 1198), que se casou, em 1174, com o futuro rei Sancho I de Portugal;
5. Sancho I, Conde da Cerdanha (c. 1161 - 1226), conde de Rossilhão e da Cerdanha e, após a morte de Raimundo Berengário III, conde da Provença.

Raimundo também teve um filho ilegítimo:
1. Raimundo Berengário de Aragão (? - c. 1212), possivelmente seu filho mais velho, que foi abade de Montearagón, bispo de Lérida entre 1176-1191, e arcebispo de Narbona.